# La Algaba
La Algaba é um município da Espanha, na província de Sevilha, comunidade autónoma da Andaluzia. Tem 17,68 km² de área e em 2021 tinha 16 484 habitantes (densidade: 932,4 hab./km²). Pertence à comarca de Vega del Guadalquivir, e limita com os municípios de Sevilha, Guillena, Alcalá del Río, Salteras, Santiponce e La Rinconada.